# Aldora Itunu
Aldora Tupe Itunu (Auckland, 28 giugno 1991) è una rugbista a 15 neozelandese, pilone della squadra provinciale di Auckland e campionessa del mondo nel 2017 con le Black Ferns.

## Biografia
Studente anch'essa al Kelston Girls’ College come sua sorella maggiore Linda, più anziana di sette anni, debuttò nel 2012 nel campionato femminile provinciale con Auckland; poco dopo fu in Italia e, come sua sorella, militò nella squadra romana del Red & Blu in serie A.
Nel 2015 debuttò nelle Black Ferns in Canada durante un quadrangolare che vedeva schierate anche Stati Uniti e Inghilterra, e due anni più tardi fece parte della squadra neozelandese che vinse la Coppa del Mondo 2017, in cui fu schierata insieme a Linda e con cui disputò l'unico torneo mondiale in comune, visto che sua sorella si ritirò dalle competizioni nel 2018.
Dopo la Coppa del Mondo ha trascorso una stagione in Inghilterra nelle file delle Harlequin Ladies.

## Palmarès
- Coppe del mondo: 1
Nuova Zelanda: 2017